# Insuline-achtige groeifactor

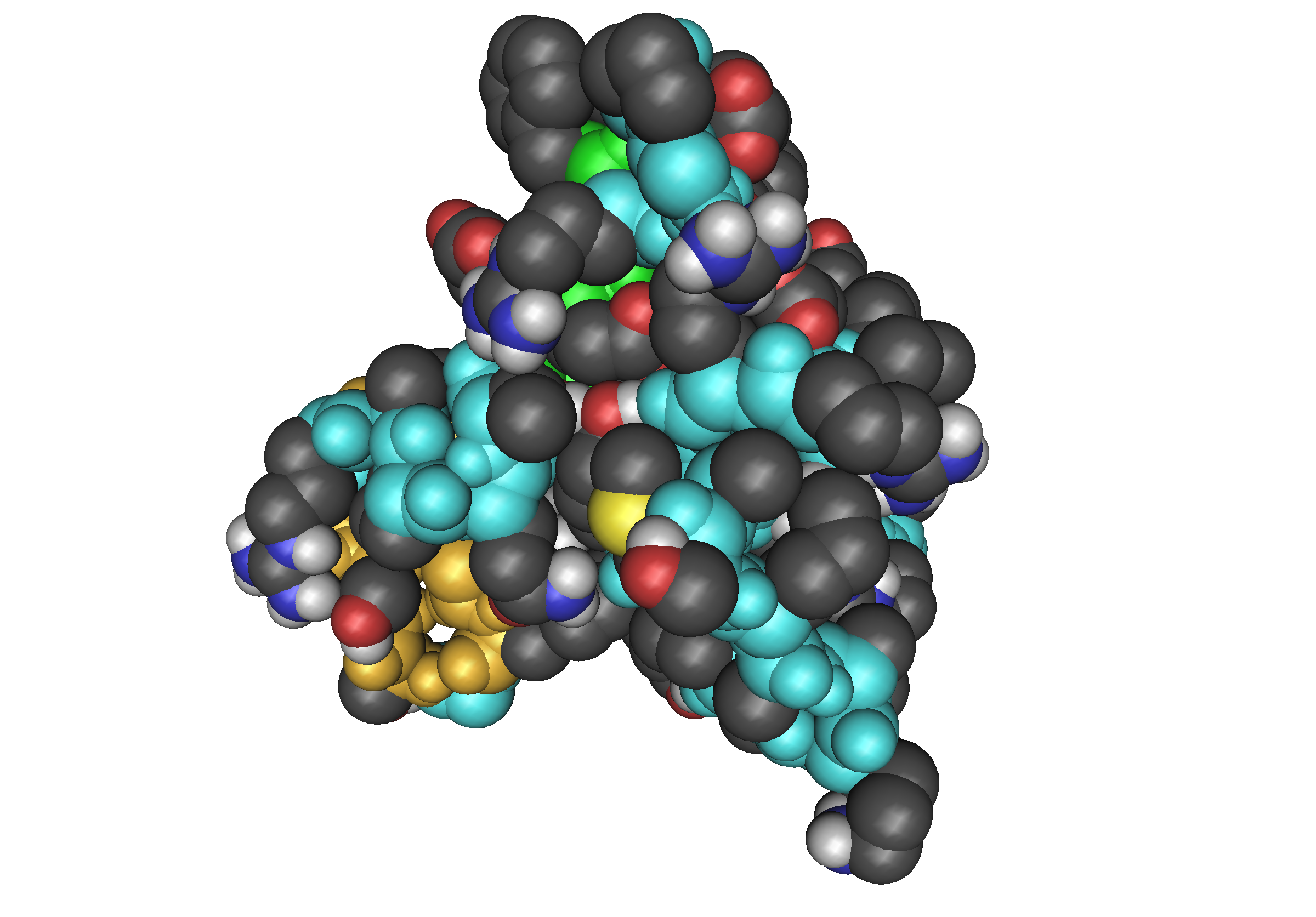
IGF

Insuline-achtige groeifactoren (afgekort IGF) zijn een groep polypeptiden die homoloog zijn aan het hormoon insuline. IGF's vormen een van de schakels binnen het complexe systeem waarmee cellen met hun fysiologische omgeving communiceren. Dit complexe systeem bestaat uit twee celoppervlakreceptoren (IGF1R en IGF2R), twee liganden (IGF-1 en IGF-2), een familie van zes IGF-bindende eiwitten (IGFBP 1-6) en een groep enzymen die voor de  afbraak (katabolisme) van deze eiwitten verantwoordelijk is.

## Insuline-achtige groeifactor 1/2
Insuline-achtige groeifactor-1 of kortweg IGF-1 wordt hoofdzakelijk door de lever afgescheiden. Dit is het resultaat van de stimulering door de groeihormonen. IGFD-1 speelt een rol bij de normale regulering van de fysiologie (waar zaken als celdifferentiatie en apoptose onder vallen), maar ook bij diverse aandoeningen zoals kanker. Insuline-achtige groeifactor-2 is waarschijnlijk een zeer belangrijke groeifactor gedurende de eerste stadia van ontwikkeling van het organisme, terwijl gen-knockouts bij muizen hebben aangetoond dat expressie van IGF-1 bij sommige diersoorten de groei maximaliseert. IGF-2 draagt daarnaast bij aan de opbouw van hersen-, lever- en nierweefsel.

## Receptoren
Welke receptoren precies door de IGF gebruikt worden is nog niet precies bekend. Wel bekend is dat zowel enkele tyrosinekinasereceptoren (IGF-1 receptor en de insulinereceptor) als de IGF-2 receptor belangrijke receptoren zijn.

## Proteïnen
De eiwitten die voor de regulering van IGF-1 en IGF-2 zorgen staan bekend als de 'insuline-achtige groeifactor-bindende proteïnen'. Er zijn zes van dergelijke eiwitten (IGFBP 1-6) bekend.

## Rol bij aandoeningen
Onderzoek bij muizen en enkele andere dieren zoals rondwormen en fruitvliegen wijst erop dat IGF en meer in het bijzonder IGF-01 een belangrijke rol speelt bij het verouderingsproces ofwel senescentie. Onduidelijk is nog of de rol van insuline dan wel die van IGF-1 hier doorslaggevend is.
Daarnaast lijken IGF ook een belangrijke rol te spelen bij de ontwikkeling van kanker en diabetes, onder andere doordat IGF-1 de ontwikkeling van kankercellen in de borst en prostaat stimuleert, maar in welke mate dit gebeurt is nog niet precies bekend.